# Multimedia
De term multimedia wordt op verschillende manieren gebruikt.
1. Voor computertoepassingen waarin verschillende media worden gebruikt. In deze context zijn media geluid (bijvoorbeeld muziek in een mp3- of MIDI-bestandsformaat), stilstaand (bijvoorbeeld foto's) en bewegend (bijvoorbeeld animaties of video) beeld, andere informatie (bijvoorbeeld tekst), alsook invoermedia als toetsenbord, aanraakscherm, joystick en MIDI-klavier.
2. Om het verschil tussen drukwerk (papier is de beelddrager) en computergestuurde uitingen (computerscherm is de beelddrager) weer te geven. Multimedia staat in die betekenis voor een (doorgaans interactieve) uiting op bijvoorbeeld een cd-rom, een dvd of een website.
3. In de context van kunst en ontwerp staat multimedia voor een benaderingswijze die zich buiten de traditionele categorieën begeeft. De term wordt meestal gebruikt in relatie met nieuwe media-ontwerpen en kunstdisciplines. Deze hebben immers per definitie een grensoverschrijdend karakter. De diverse producten die daaruit voortkomen noemt men mediakunst.
4. De term multimedia wordt ook vaak gebruikt als verzamelnaam voor visuele en auditieve opslag, weergave en transmissie van informatie, zoals foto, film, bandopname, televisie en internet.